# Lessons (Buffy the Vampire Slayer)
Lessons (Lecciones en España y La lección en Latinoamérica) es el primer episodio de la séptima y última temporada de la serie de televisión estadounidense Buffy la cazavampiros. Escrito por Joss Whedon y dirigido por David Solomon.
Mientras Giles trabaja con Willow en Inglaterra, Buffy acompaña a Dawn a su primer día de clases en la refundada secundaria de Sunnydale y recibe dos sorpresas: una oferta de trabajo y Spike

## Argumento
En Estambul, una chica de cabellera negra corre despavorida mirando sobre su hombro horrorizada mientras es perseguida por extrañas figuras encapuchadas que la acorralan y la apuñalan.
En Sunnydale, Buffy (Sarah Michelle Gellar) lleva a su hermana Dawn (Michelle Trachtenberg) de patrulla. Allí, le enseña que las peleas y la cacería se tratan de poder. Las dos comentan lo inesperado que resulta ser que la escuela secundaria de Sunnydale sea reabierta. En Inglaterra, Giles (Anthony Head) intenta que Willow (Alyson Hannigan) se recupere. Le están enseñando a controlar su energía y está aprendiendo que todo en el universo está conectado.
En la residencia Summers, Dawn está preparándose para su primer día de escuela. Xander (Nicholas Brendon) llega con los planos de la nueva escuela secundaria así como los antiguos de la anterior. Este nota que la Boca del infierno está ubicada justo debajo del despacho del director. Antes de partir a la escuela, Buffy aparece con un obsequio para su hermana, y emocionada Dawn lo abre.   
En el instituto de Sunnydale, Buffy comienza advertirle a Dawn sobre cualquier peligro, pero ellas son interrumpidas por el nuevo director, Robin Wood (D.B. Woodside). El cree que Buffy es la madre de Dawn pero la chica se lo desmiente explicándole que son hermanas. Dawn finalmente llega a su salón, mientras Buffy comienza a patrullar en los nuevos pasillos en busca de cualquier amenaza.
Anya (Emma Caulfield) está acompañada de Halfrek (Kali Rocha) en un café. Ella le advierte a Anya que todos están notando lo "blanda" que se ha vuelto con sus víctimas. También le dice que algo malo y más antiguo que todos los demonios se está alzando. En el instituto, Buffy se detiene en el baño y encuentra un extraño amuleto en el tocador, acto seguido tiene encuentros con fantasmas o zombis, quienes la atacan.
Después de ser atacada por un zombi en medio de la clase, Dawn corre al baño de mujeres y allí se encuentra con una chica llorando quien alega que no están solas en el baño. Dawn persuade a la chica de irse pero antes de salir, un agujero se abre en el suelo y las dos caen al sótano de la escuela. En el sótano las chicas se encuentran con un muchacho que quedó atrapado en el mismo lugar. Los zombis aparecen y Dawn saca el regalo de Buffy, que resulta ser un teléfono celular. Buffy se reencuentra con el Sr. Wood, quien le explica que sabe mucho sobre ella y comienza a preguntarse sus intenciones en la refundada escuela. En medio de la conversación Buffy recibe la llamada de Dawn y sale en busca de su hermana. 
Al llegar al sótano, Buffy se encuentra con espíritus quienes le explican que tratan de matar a Dawn y los estudiantes para resaltar lo injustas que fueron sus muertes en la escuela. Buffy nota que los espíritus protegen una puerta y Buffy llega hasta ella pero solo se encuentra con un extravagante Spike (James Marsters). Buffy trata de razonar con Spike, pero el vampiro esta demasiado pertubado con sus ridículos pensamientos y en consecuencia es ignorado por la cazadora. Aunque alcanza a explicarle que los responsables son espíritus enfurecidos. 
Buffy logra encontrar a Dawn y, tras tener una discusión, se da cuenta de que los espíritus están manifestándose por el amuleto en el baño. Buffy habla con Xander para que pueda destruir el talismán que produjo el encantamiento. Los espíritus vuelven a aparecer y Buffy los combate, hasta que Xander consigue destruir el amuleto. Ya a salvo, Dawn se va de regreso a clases y Buffy recibe una propuesta de trabajo del nuevo director.
En el sótano del instituto, Spike está hablando con una figura que se transforma en Warren (Adam Busch), después en Glory (Clare Kramer), Adam (George Hertzberg), el alcalde Wilkins (Harry Groener), Drusilla (Juliet Landau), y el Maestro (Mark Metcalf), quienes le hablan con sus diferentes personalidades y estilos , diciendo que están por encima del entendimiento de la cazadora, que tienen un plan y concluyen que todo se trata de poder, justo después de transformarse en Buffy.

### Análisis del episodio
Según Slayage.com el episodio «Lessons» muestra los temas que van a ser tratados en la séptima y última temporada televisada de 'Buffy the Vampire Slayer; «Vuelta al comienzo» y «aceptar el poder y compartirlo y disfrutarlo».
Dos de los temas en los que se centra este episodio son; la «necesidad de escuchar cuidadosamente las palabras,» y «la necesidad de observar cuidadosamente las pistas visuales y referencias». A lo largo del episodio pueden «adivinarse» estas necesidades que darán el cierre en «Chosen», último episodio de la temporada. Además de mostrar que la sétpima temporada tratará de «nuevos comienzos», este episodio también deja ver que hablará del «pasado, la historia de toda la serie y su trasfondo inventado,» de manera textual y metatextual. De esta manera se hacen alusiones a las temporadas y episodios pasados.

### Vuelta al principio
Al principio del episodio Joss Whedon presenta una situación común de las películas de terror, una chica perseguida por los malos. En el primer episodio de la serie, «Welcome to the Hellmouth» esta chica resulta ser Darla, una anciana vampira. En esta ocasión la chica es asesinada por sus atacantes, haciendo ver el principio de Whedon de sorprender y «subvertir lo obvio».
Al final del episodio puede verse al Primero, aunque los espectadores aún no lo saben, bajo la forma de los villanos de las pasadas temporadas «en orden inverso,» llevando así a los espectadores «de vuelta al comienzo». Y es apropiado que sea el Primero quien diga esto, ya que es uno de los más poderos y viejos vampiros del mundo, y aún más cuando el Primero llamará para que vayan en contra de Buffy a los «Super-Vampiros» o «Turok-Han», vampiros primigenios más difíciles de matar que los que normalmente aparecían en la serie hasta el momento. 

#### Aceptar el poder, compartirlo y disfrutarlo
El episodio se refiere repetidamente a la «conexión» empezando con Willow Rosenberg, «Está tdo conectado. Las raíces, las moléculas... la energía. Todo está conectado,»  y continuando con el hecho de que Buffy regale un móvil a Dawn. Pero la referencia más representativa en  «Lesson» de la conexión sería el encuentro entre Buffy y Spike en el que la Cazadora intentan «tocar su mejilla».  Más allá del contacto físico, se trata de una «conexión emocional e/o intelectual».

## Reparto

### Personajes principales
- Sarah Michelle Gellar como Buffy Summers.
- Nicholas Brendon como Xander Harris.
- Alyson Hannigan como Willow Rosenberg.
- Emma Caulfield como Anya Jenkins.
- Michelle Trachtenberg como Dawn Summers.
- James Marsters como Spike.

### Apariciones especiales
- Anthony Stewart Head como Rupert Giles.

### Personajes secundarios
- D.B. Woodside como el Director Wood.
- Alex Breckenridge como Kit.
- Kali Rocha como Halfrek.
- Mark Metcalf como El Primero/El Maestro.
- Juliet Landau como El Primero/Drusilla.
- Harry Groener como El Primero/Alcalde Wilkins.
- George Hertzberg como El Primero/Adam.
- Clare Kramer como El Primero/Glory.
- Adam Busch como El primero/Warren Mears.
- David Zepeda como Carlos Trejo.